# Georges Charpak
Georges Charpak (Dąbrowica, 1 de agosto de 1924 — Paris, 29 de setembro de 2010)  foi um físico francês nascido em Dąbrowica, Polônia, hoje Dubrovytsia, Ucrânia.

## Biografia
Georges Charpak tinha 7 anos quando a sua família emigrou para a França. Entrou na resistência interior francesa em 1941, durante a Segunda Guerra Mundial. Desde os 15 anos de idade tornou-se um militante antifascista, aderindo à juventude comunista.
Em 1943 foi preso e internado no centro de detenção de Eysses, antes de ser deportado no campo de concentração de Dachau, na Alemanha, onde ficou um ano. Explicou haver sido liberado por ser poliglota.
Adquiriu a nacionalidade francesa em 1946.
Após estudar no Liceu Joffre, em Montpellier, e depois em classes preparatórias para as grandes écoles no Lycée Saint-Louis de Paris, entrou na École nationale supérieure des mines de Paris, diplomando-se em 1947. Foi aluno de Frédéric Joliot-Curie no Collège de France.
Em 1948 tornou-se pesquisador do CERN, no laboratório de física nuclear do Colégio de França, dirigido por Frédéric Joliot-Curie, obtendo o doutorado de ciências em 1955.
Em 1980, foi nomeado professor associado da ‘’Escola superior de física e de química industriais de Paris’’ (laboratório de eletricidade). Foi também titular da cadeira Joliot-Curie durante um ano, em 1984, na mesma escola, participando da criação de numerosas start-up de imagens biomédicas, entre as quais Molecular Engines Laboratories, Biospace Instruments e SuperSonic Imagine com Mathias Fink. Foi eleito Membro da Académie des Sciences em 20 de maio de 1985.
Em 1995, com mais dois outros físicos - Pierre Léna e Yves Quéré - lançou na França o programa "La main à la pâte", um método que havia descoberto nos EUA e que tem como objectivo, com a experimentação e a autonomia dos alunos, inicia-los à ciência. Posteriormente a iniciativa espalhou-se pelo mundo.
Combatente da energia nuclear, propôs em 2001 uma nova unidade de medida da radioatividade, o DARI (Dose Anual devida as Irradiações Internas), correspondendo aproximadamente a 0,25 milli-Sievert.

## Principais trabalhos
A obra de Georges Charpak foi dedicada à física nuclear, depois à física das partículas de alta energia, para as quais os detetores que ele inventou substituíram todos que existiam até então.
Seus principais trabalhos foram os seguintes:
- Medida da anomalia do momento magnético do múon;
- Estudo das camadas nucleares profundas com a ajuda dos Pions, partículas positivas;
- Canalisação das partículas de alta energia nos cristais;
- Invenção e desenvolvimento de diversos detectores utilizados nas experiências de física de partículas: câmaras de faiscas, câmara proporcional multifios e câmaras à deriva (câmaras de Charpak);
- Invenção de detectores de raios X em cristalografia: câmaras à deriva esférica;
- Detector de gaz em avalanches luminosas.

Estes métodos permitiram aplicações nas radiografias com doses de radiações ionizantes muito inferiores às utilizadas anteriormente.

## Prêmios e condecorações
- Medalha de prata do CNRS, 1960
- Prêmio ‘’Ricard’’ da Sociedade francesa de física, 1980
- Doutor honoris causa da Université de Genève, 1977
- Prêmio do Commissariado da energia atômica da França, Academia das ciências, 1984
- Professor emérito da Escola superior de física e de química industriais  de Paris, 1984
- Membro associado estrangeiro da Academia Nacional de Ciências dos Estados Unidos, 1986
- Prêmio anual da seção das Altas energias da Sociedade Européia de Física, 1989
- Prêmio Nobel de física pela invenção e o desenvolvimento dos detectores de partículas elementares, especialmente da câmara proporcional multifios, 1992
- Membro do Alto Conselho da integração, (1994-1996)
- Membro da Académie universelle des cultures (Academia universal das culturas), em 1993
- Doutor honoris causa da Université libre de Bruxelles (Universidade livre de Bruxelas), em 1994
- Doutor honoris causa da Universidade de Coimbra, em 1994
- Doutor honoris causa da Université Aristote de Thessalonique (Universidade Aristóteles de Tessalônica), em 1993
- Doutor honoris causa da Universidade de Ottawa, em 1995
- Membro da Académie des sciences autrichienne ( Academia das ciências da Áustria ), em 1993
- Membro da Académie des sciences de Lisbonne (Academia das ciências de Lisboa), em 1995
- Membro da Académie des sciences de Russie( Academia das ciências da Rússia), em 1994
- Membro correspondente da Académie nationale de médecine, (Academia Nacional de Medicina), em 2002
- Officier de la Légion d'honneur (Oficial da Legião da honra), 2007

Georges Charpak foi até hoje o único Prêmio Nobel francês nos domínios da física nuclear e da física das partículas elementares, depois da Segunda Guerra Mundial.
A Escola Nacional de Ensino Superior das Minas de Saint Etienne abriu, em 2008, um campo de formação de engenharia eletrônica e informática industrial em Gardanne, (cidade perto de Aix-en-Provence). A inauguração contou com a presença de Georges Charpak.

## Publicações

### Livros
- La vie à fil tendu, em co-autoria com  Dominique Saudinos (1993 Odile Jacob, ISBN 2-7381-0214-X)
- Devenez sorciers, devenez savants, em co-autoria com Henri Broch (Odile Jacob, ISBN 90-5814-005-9). Publicado em inglês como "Debunked!" pela Johns Hopkins University Press.

### Relatórios técnicos
- Charpak, G. & M. Gourdin. "The K{sup 0}anti K{sup 0} System", European Organization for Nuclear Research, Paris University, (July 11, 1967).
- Charpak, G. "Evolution of Some Particle Detectors Based On the Discharge in Gases", European Organization for Nuclear Research, (November 19, 1969).
- Charpak, G. & F. Sauli, "High Accuracy, Two-Dimensional Read-Out in Multiwire Proportional Chambers", European Organization for Nuclear Research, (Fev. 14, 1973).
- Charpak, G.; Jeavons, A.; Sauli, F. & R. Stubbs, "High-Accuracy Measurements of the Centre of Gravity of Avalanches in Proportional Chambers", European Organization for Nuclear Research, (Set. 24, 1973).
- Crittenden, J.A.; Hsiung, Y.B.; Kaplan, a.D.M.; Hubbard, J.R.; Mangeot, P.; Peisert, A.; Charpak, G.; Sauli, F.; Brown, C.N.; Childress, S.;  et al. (1986). «Inclusive hadronic production cross sections measured in proton-nucleus collisions at. sqrt. s = 27. 4 GeV». Physical Review D. 34 (9): 2584–2600. Bibcode:1986PhRvD..34.2584C. OSTI 7244218. PMID 9957451. doi:10.1103/PhysRevD.34.2584